# 인자문살수
"인자문살수"는 한국에서 제작된 김시현 감독의 1982년 영화이다. 거룡 등이 주연으로 출연하였고 유옥추 등이 제작에 참여하였다.

## 출연

### 주연
- 거룡
- 서정아
- 임자호

## 기타
- 조명: 김석진
- 녹음: 김병수